# Revelation: Revolution '69
Revelation: Revolution '69, amerikanska gruppen The Lovin' Spoonfuls sjunde och sista studioalbum, utgivet i juni 1969. Albumet blev ingen jättesuccé, mest eftersom deras fronfigur John Sebastian hoppat av efter deras förra album. Låten "Never Going Back" blev albumets enda hit och den var skriven av John Stewart (före detta medlem av Kingston Trio).

## Låtlista
1. War Games
2. Only Yesterday
3. Amazing Air
4. Never Going Back
5. The Prophet
6. Till I Run With You
7. Jug Of Wine
8. Me About You
9. Words
10. Revelation: Revolution '69